# Patricia Bredin
Patricia Bredin (Hull, Inglaterra; 14 de febrero de 1935-13 de agosto de 2023) fue una cantante y actriz británica, la primera representante del Reino Unido en el Festival de la Canción de Eurovisión.

## Carrera artística
Formó parte del festival de 1957, celebrado en Fráncfort, y terminó en séptimo lugar de entre diez participantes con la canción "All, la primera canción en inglés en el Eurovisión.
En 1959 protagonizó la comedia británica "Left, Right & Centre" con Ian Carmichael. El siguiente año Patricia tenía un papel importante en otra película, la aventura de época "The Treasure of Monte Cristo".
Más tarde se convirtió en Patricia Bredin-McCulloch, emigró a Canadá donde publicó la novela "My Fling on the Farm".
El 13 de agosto de 2023 Bredin falleció a la edad de 88 años.